# Луб'яновський Федір Петрович
Луб'яновський Федір Петрович (9 серпня 1777 року, село Млини Опішнянської сотні, Гадяцького полку, Гетьманщина — 3 лютого 1869 року, місто Санкт-Петербург) — сенатор, літератор, мемуарист. Представник малоросійського аристократичного клану Канцлера Російської імперії Віктора Кочубея. 

## Біографічні дані
Отримав ґрунтовну освіту в Харківському колегіумі та Московському Університеті. Під час навчання в Москві зблизився з масонськими колами. Мандрував країнами Європи, займався перекладацькою та письменницькою діяльністю. Займав чиновницькі посади. 1819 року став пензенським губернатором, 1831 — подільським. 1833 року призначений сенатором.
Дійсний член Російської академії наук, почесний член Московського університету, першоприсутній сенатор, дійсний таємний радник.
Похований в Олександро-Невській лаврі.

## Твори
- Воспоминания Федора Петровича Лубяновского (1777—1834). — М.: Типография Грачева, 1872. — 319 с.
- Лубяновский, Ф. П. Утренние мысли после беспокойной ночи. — М.: В Университетской Типографии, у Ридигера и Клаудия, 1794. — 11 с.
- Лубяновский, Ф. П. (1777—1869). Вздохи сердца.— М.: В Университетской Типографии, у Ридигера и Клаудия, 1798. — 15 с.
- Лубяновский, Ф. П. Путешествие по Саксонии, Австрии и Италии в 1800, 1801 и 1802 годах. В 3 ч. Ч. 1-3. [СПб.]: В Медицинской тип., 1805.: Ч. 1: 226, IV с.; Ч. 2: 1-4, III, 5-248, [I] с.; Ч. 3: 284, IV с.
- Лубяновский, Ф. П. Заметки за границею. В 1840 и 1843 годах. — СПб: В Гутенберговой типографии, 1845.

## Сім'я
Був одружений (з 1809 року) на Олександрі Федорівні Луб'яновській (Мерліній), мав двох синів — Миколу (8.09.1817 — 19.03.1889) та Петра(4.11.1809 — 22.06.1874), і двох дочок — Олександру (7.07.1815 — 6.07.1848) та Анастасію (р.1813).

## Нагороди
- орден св. Анни І ступеня,
- ордени св. Володимира І та ІІ ступенів,
- орден Білого орла,
- орден св. Олександра Невського.